# ناران (گووی-آلتای)
ناران (به لاتین: Naran) یک منطقهٔ مسکونی در مغولستان است.